# إدوارد أرشيبالد
إدوارد أرشيبالد هو منافس ألعاب قوى كندي، ولد في 29 مارس 1884 في تورونتو في كندا، وتوفي بنفس المكان في 20 مارس 1965.

## وصلات خارجية
- إدوارد أرشيبالد على موقع اللجنة الأولمبية الدولية (الإنجليزية)
- إدوارد أرشيبالد على موقع أوليمبيديا (الإنجليزية)